# Robeline, Louisiana
Robeline, Louisiana (енгл. Robeline) град је у америчкој савезној држави Луизијана.

## Демографија
По попису из 2010. године број становника је 174, што је 9 (-4,9%) становника мање него 2000. године.
| Група             | 2000.       | 2010.       |
| Белци             | 140 (76,5%) | 145 (83,3%) |
| Афроамериканци    | 32 (17,5%)  | 17 (9,8%)   |
| Азијати           | 0 (0,0%)    | 0 (0,0%)    |
| Хиспаноамериканци | 4 (2,2%)    | 1 (0,6%)    |
| Укупно            | 183         | 174         |